# Ammotrecha chiapasi
Espèce
Ammotrecha chiapasi est une espèce de solifuges de la famille des Ammotrechidae.

## Distribution
Cette espèce est endémique du Chiapas au Mexique. Elle se rencontre vers San Cristóbal de Las Casas.

## Description
Les mâles mesurent de 16,5 à 17,0 mm et les femelles de 20,0 à 20,5 mm.

## Étymologie
Son nom d'espèce lui a été donné en référence au lieu de sa découverte, le Chiapas.

## Publication originale
- Muma, 1986 : New species and records of Solpugidae (Arachnida) from Mexico, Central America, and the West Indies. Novitates Arthropodae, vol. 2, no 3, p. 1-23 (texte intégral).